# Charles Rackoff
Charles Weill Rackoff est un cryptologue américain. Il naît et grandit à New York City, puis est élève au MIT au niveau licence (undergraduate) et maîtrise (graduate), et il obtient un doctorat (Ph. D.) en informatique en 1974. Il séjourne une année en France, à l'Inria comme étudiant post-doctoral. 
Rackoff est professeur d'informatique, dans le département de mathématiques et informatique de l'université de Toronto. Sa recherche porte sur la théorie de la complexité en informatique. Il est spécialiste en cryptographie et en protocoles de sécurité. Il participe en 1988, avec Michael Luby, à une analyse, amplement citée, de la construction du chiffrement Feistel : un résultat important obtenu alors est la construction d'un générateur de permutations fortement pseudo-aléatoire à partir d'un générateur de fonctions pseudo-aléatoires.
Le prix Gödel est décerné en 1993 à Rackoff pour son travail sur les systèmes de preuve interactive et pour l'invention, en collaboration, du concept de preuve ZK ou preuve à divulgation nulle de connaissance.

## Publications (sélection)
- Shafi Goldwasser, Silvio Micali et Charles Rackoff, « The Knowledge Complexity of Interactive Proof Systems », SIAM Journal on Computing, vol. 18, no. 1, pp. 186–208, 1989.
- Charles Rackoff et D. Simon, « Non-interactive zero-knowledge proof of knowledge and the chosen cipertext attack», Annual International Cryptology Conference, 1991, pp. 433–444.
- Charles Rackoff et D. Simon, « Cryptographic defense against traffic analysis», Proceedings of the 25th ACM Symposium on Theory of Computing (STOC), Mai 1993, pp. 672–681.